# チャン・ウィン・ホン
チャン・ウィン・ホン（中国語: 陈永雄、1977年4月29日 - ）は、マレーシアの元サッカー選手。元マレーシア代表。ポジションは左サイドでDFまたはMF。

## クラブ歴
ペラFAに長く所属した選手で、1998年に下部組織からトップチームに昇格し2005年まで在籍した。1998年と2000年にマレーシアカップを制し、2002年と2003年にマレーシア・スーパーリーグを制覇した。
2006年にはナンタクマル・カリアパンと共に給与未払いのために同クラブを去り、マレーシアのチェルシーFCと呼ばれていたプタリン・ジャヤ・シティFCに移籍した。2007年に同クラブが解散すると二人ともペラFAに復帰した。この時にはフロントが変わっており、地元出身の選手を雇用する方針が出来ていた。
2009年にプルリスFA、2010年にATM FAに移籍したものの、2011年に三度ペラFAに加入し選手生命を終えた。2012年7月18日に選手を引退し、その理由はシーズン中の度重なる怪我による出場機会の減少であった。

## 代表歴
マレーシア代表として2002 タイガーカップ、2006年ムルデカ大会、2007 東南アジアサッカー選手権に参加した。

## 個人
父親の陳健康も1970年代に活躍した元マレーシア代表のサッカー選手である。

## タイトル
2005年にはチームメイトであったナンタクマル・カリアパン、アマド・シャールル・アズハル・ソフィアン、モハマド・ハムサニ・アマド、シャムスル・サードと共にペラ州から州のサッカー発展への貢献について叙勲された。